# Solieria profuga
Solieria profuga är en tvåvingeart som beskrevs av Robineau-desvoidy 1863. Solieria profuga ingår i släktet Solieria och familjen parasitflugor.
Artens utbredningsområde är Frankrike. Inga underarter finns listade i Catalogue of Life.